# Joshua Tree nationalpark
Joshua Tree nationalpark ligger i sydöstra Kalifornien, USA och fick status som nationalpark 1994.
Nationalparken omfattar 3196 km² land på båda sidor om gränsen mellan San Bernardino County och Riverside County och inkluderar två typer av öken med varsitt ekosystem som är mycket olika beroende på olika höjd över havet. Under 900 m ö.h. sträcker sig Coloradoöknen över den östra delen av nationalparken. Bergskedjan Little San Bernardino Mountains sträcker sig över den sydvästra delen av parken. Den högre, fuktigare och något svalare Mojaveöknen är växtplats för Yucca brevifolia (Joshua Tree på engelska).
22 december 2018 stängdes delar av den amerikanska statsapparaten och öppnades igen 25 januari 2019. Stängningen innebar bland annat att bara ett fåtal av parkens anställda fanns på plats. Naturvårdare rapporterar om att besökande under perioden vandaliserat, bland annat genom att rivit ner staket, kört bil i terrängen och förstört ett antal av Joshua Tree-träden i parken.

## Galleri

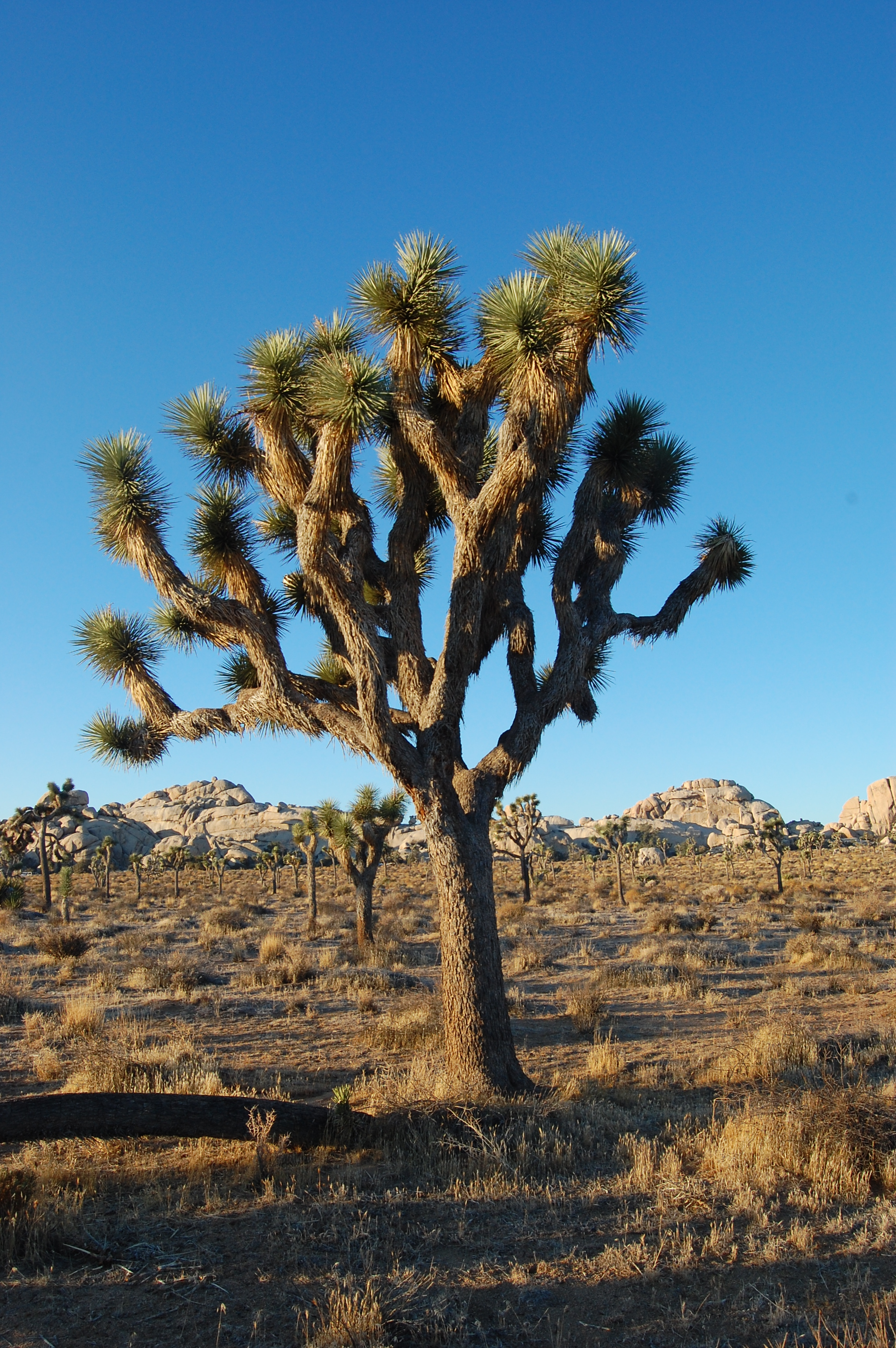
Träden som gett namn till nationalparken.
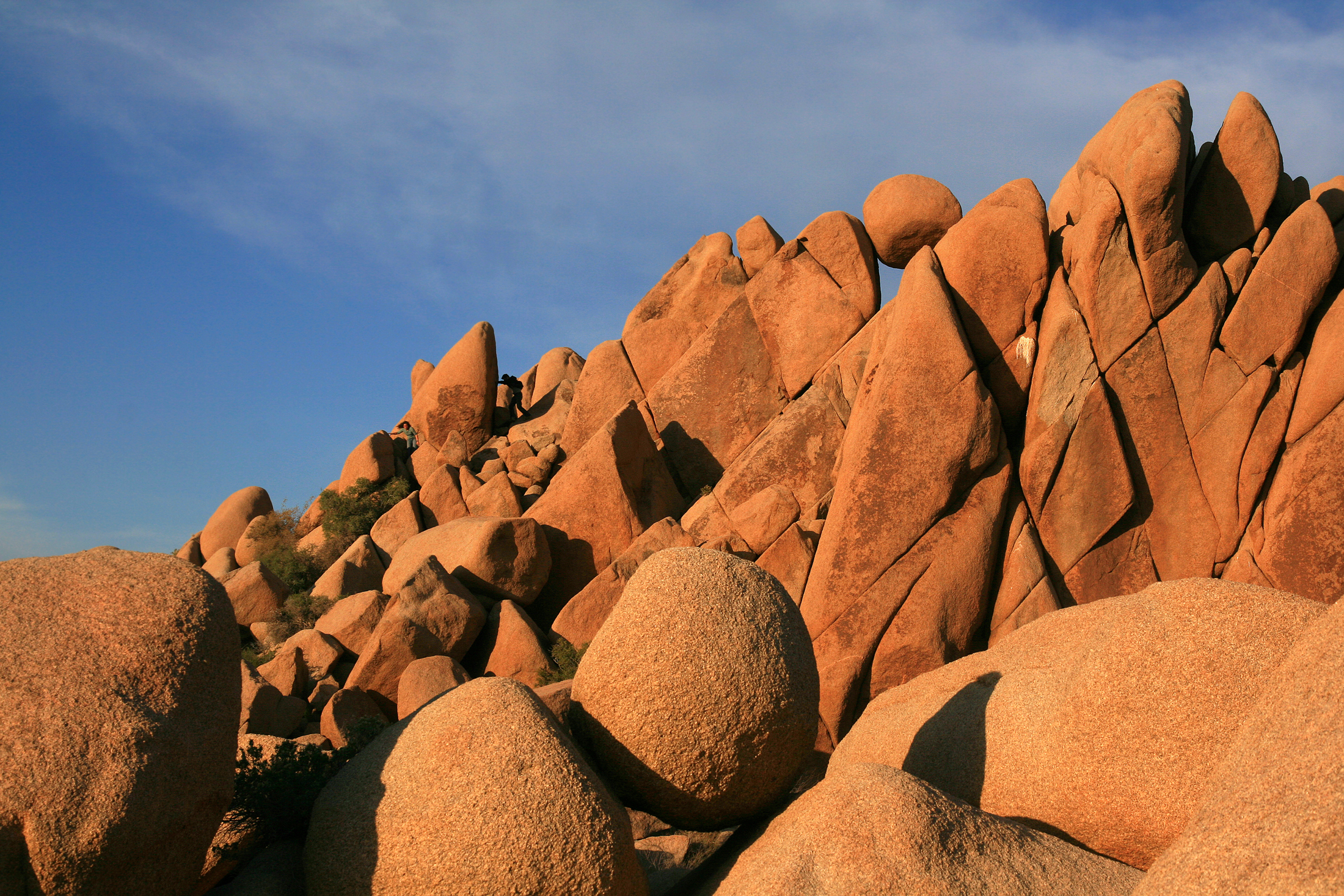
Stenformation
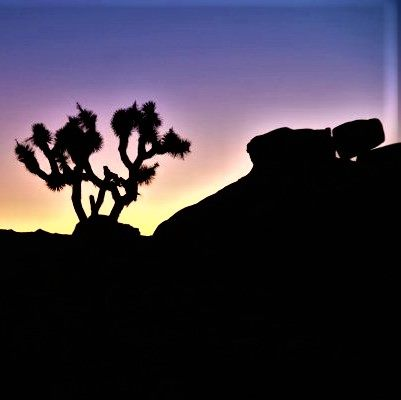